# Sperberacris muriciensis
Sperberacris muriciensis é uma espécie de gafanhoto encontrada em Alagoas, no Brasil. Pertence à ordem Orthoptera, assim como todos os gafanhotos, grilos e esperanças.
O animal é pequeno: as fêmeas têm aproximadamente 25 milímetros de comprimento, enquanto os machos são menores, com 17 milímetros. O corpo é marrom escuro, com faixas marrom claro e escuro percorrendo o corpo.
A espécie tem determinação sexual pelo sistema X0, ou seja, fêmeas possuem dois cromossomos X, enquanto machos possuem apenas um. Assim, fêmeas têm 24 cromossomos (12 pares), e machos possuem 23 cromossomos. Quanto à posição do centrômero, os cromossomos tem configuração telocêntrica.
Os animais utilizados para descrição da espécie foram coletados em janeiro de 2013 na Mata Atlântica de Murici, Alagoas. O holótipo e cinco parátipos foram depositados no Museu de Ciências e Tecnologia da PUCRS. A espécie foi descrita em um artigo científico publicado em 2023 na revista Zootaxa.

## Etimologia
O gênero "Sperberacris" é uma homenagem ao biólogo Carlos Sperber, professor da Universidade Federal de Viçosa, especialista em ecologia de Orthoptera. A terminação "acris" se refere a gafanhotos. O epíteto específico "muriciensis" é uma homenagem à cidade de Murici (Alagoas), onde a espécie foi descoberta.